# 岸栄司
岸 栄司（きし えいじ、1943年〈昭和18年〉10月1日 - ）は、日本の実業家。神奈川県出身。
株式会社アンティノスレコード代表取締役社長、株式会社ソニー・ミュージックエンタテインメント（初代法人）代表取締役社長、ソニー株式会社 グループ役員、ソニー株式会社業務執行役員上席常務などを歴任した。

## 経歴
慶應義塾大学法学部を卒業。1967年に日興證券（現・日興コーディアルグループ）に入社。1968年にシービーエス・ソニーレコードに転職。アンティノスレコード代表取締役社長などを経て、2000年にソニー・ミュージックエンタテインメント（初代法人）代表取締役社長に就任。2003年にソニー本体のパーソナルソリューションビジネスグループに異動。業務執行役員上席常務などを務めた後、2007年に退職。

## 略歴
- 1967年（昭和42年）3月 - 慶應義塾大学法学部卒業。
- 1967年（昭和42年）4月 - 日興證券株式会社（現・株式会社日興コーディアルグループ）入社。
- 1968年（昭和43年）6月 - シービーエス・ソニーレコード株式会社入社。
- 2000年（平成12年）2月 - 株式会社ソニー・ミュージックエンタテインメント（初代法人）コーポレート・エグゼクティブ 総務・人事・制作業務推進担当[1]。
- 2000年（平成12年）12月 - 株式会社ソニー・ミュージックエンタテインメント（初代法人）代表取締役 コーポレート・エグゼクティブ社長[2]。
- 2001年（平成13年）1月 - ソニー株式会社 グループ役員[3]。
- 2003年（平成15年）4月 - ソニー株式会社 グループ役員 パーソナルソリューションビジネスグループ コ・プレジデント[4]。
- 2003年（平成15年）4月 - 株式会社ソニー・ミュージックエンタテインメント設立 取締役[5]。
- 2003年（平成15年）4月 - 株式会社ソニー・カルチャーエンタテインメント（初代法人）設立 取締役[5]。
- 2004年（平成15年）4月 - ソニー株式会社 グループ役員 パーソナルソリューションビジネスグループプレジデント[6]。
- 2004年（平成15年）6月 - ソニー株式会社業務執行役員上席常務 パーソナルソリューションビジネスグループプレジデント[7]。
- 2005年（平成15年）6月 - ソニー株式会社 コーポレート・エグゼクティブEVP パーソナルソリューションビジネスグループプレジデント[8]。
- 2006年（平成18年）5月 - 株式会社ソニー・カルチャーエンタテインメント（二代目法人）設立 取締役。
- 2006年（平成18年）5月 - 株式会社スタイリングライフ・ホールディングス設立 取締役[9]。
- 2006年（平成18年）6月 - ソニー株式会社 コーポレート・エグゼクティブEVP パーソナルソリューションビジネスグループ本部長[10]。
- 2007年（平成19年）6月 - ソニー株式会社退職[11]。
- 2008年（平成20年）7月 - 株式会社バックスグループ特別顧問[12]。